# Vulpenstekelstrandbeerdiertje
Het vulpenstekelstrandbeerdiertje (Batillipes pennaki) is een beerdiertje uit de familie Batillipedidae.
Het vulpenstekelstrandbeerdiertje is een van de achttien soorten beerdiertjes die in Nederland voorkomt. Het diertje werd hier in 2016 ontdekt op het strand van de Oosterschelde.
De wetenschappelijke naam van de soort werd voor het eerst geldig gepubliceerd in 1946 door Ernst Marcus.